# Тена, Наталия
Ната́лия Гастья́ин Те́на (англ. Natalia Gastiain Tena; род. 1 ноября 1984, Лондон) — британская киноактриса и певица, солистка группы «Molotov Jukebox». В кино она наиболее известна ролью Нимфадоры Тонкс в серии фильмов о Гарри Поттере и ролью Оши в телесериале «Игра престолов».

## Биография

### Ранняя жизнь
Родилась 1 ноября 1984 года в графстве Суррей в семье испанских родителей Марии Тены, секретаря, эстремадурского происхождения и Хесуса Гастьяина, плотника баскского происхождения.
Свободно говорит на испанском языке.
Артистические способности начали проявляться у неё чрезвычайно рано. В возрасте 9 лет родители устроили Наталию в театральную студию, где она с удовольствием участвовала в постановках по произведениям английских классиков. Первой ролью Наталии на сцене стала Джульетта из бессмертного произведения Уильяма Шекспира. Обретя мировую известность благодаря съёмкам в «Гарри Поттере», Наталия не забросила сцену, а в 2008 году сыграла роль Дездемоны из «Отелло» в постановке лондонской театральной студии «Royal Shakespeare Company».

### Карьера
Дебют Наталии на экране состоялся в 2001 году — девушка приняла участие в нескольких эпизодах британского телесериала «Доктора». В сериале, посвященном нелегким будням врачей одной из британских клиник, Наталия сыграла роль взбалмошной и скандальной молодой пациентки, пытающейся, к тому же, соблазнить главного хирурга. Как это часто бывает, проходная, по большому счету, роль в «Докторах» стала для Наталии Тены пропуском на большой экран британского кинематографа. Через год её пригласили для съёмок в полнометражной картине «Мой мальчик». Затем последовали роли в «Изящном искусстве любви» (2005), «Миссис Хендерсон представляет» (2005) и сериале «После жизни» (2006).
Однако настоящая, всемирная известность пришла к актрисе после съёмок в фильме «Гарри Поттер и Орден Феникса». Наталия сыграла Нимфадору Тонкс — отважного борца с тёмными силами. Тене удалось воплотить на экране образ смешной и ужасно неуклюжей девушки — именно такой была Нимфадора в книге Джоан Роулинг. Хотя появление героини Наталии в «Гарри Поттере» было относительно коротким, всем стало абсолютно ясно — это и есть «та самая» Нимфадора Тонкс. Она запомнилась как зрителям, так и продюсерам фильма. Последние пригласили её для участия в съёмках продолжения — «Гарри Поттер и Принц-Полукровка», «Гарри Поттер и Дары Смерти» — Часть 1 и Часть 2.
В июле 2010 года было подтверждено, что Тена прошла кастинг на роль Оши в телесериал «Игра престолов».
В 2011 году Наталия Тена сыграла одну из главных ролей в независимом шотландском фильме «Музыка нас связала» (англ. You instead) вместе с Люком Трэдэвэйем. Фильм был снят на музыкальном фестивале T inthe park, буквально за несколько дней. Актёры в фильме сами поют и играют.

### Музыкальная карьера
Кроме съёмок в кино и участия в спектаклях лондонской театральной студии «Royal Shakespeare Company», Наталия Тена также создала свою собственную музыкальную группу Molotov Jukebox. Наталия сама пишет тексты песен и поёт, играет на аккордеоне. В 2014 году вышел их первый студийный альбом «Carnival Flower».

## Фильмография
| Год       |    | Русское название                          | Оригинальное название                         | Роль              |
| --------- | -- | ----------------------------------------- | --------------------------------------------- | ----------------- |
| 2002      | ф  | Мой мальчик                               | About a Boy                                   | Элли              |
| 2005      | ф  | Изящное искусство любви                   | The Fine Art of Love: Mine Ha-Ha              | Вера              |
| 2005      | ф  | Миссис Хендерсон представляет             | Mrs Henderson Presents                        | Пегги             |
| 2007      | ф  | Гарри Поттер и Орден Феникса              | Harry Potter and the Order of the Phoenix     | Нимфадора Тонкс   |
| 2007      | ки | Harry Potter and the Order of the Phoenix | Harry Potter and the Order of the Phoenix     | Нимфадора Тонкс   |
| 2008      | ф  | Лекция 21                                 | Lezione 21                                    | Томсон            |
| 2009      | ф  | Чрево                                     | Womb                                          | Роза              |
| 2009      | ф  | Гарри Поттер и Принц-полукровка           | Harry Potter and the Half-Blood Prince        | Нимфадора Тонкс   |
| 2010      | ф  | Путь к вечной жизни                       | Ways to Live Forever                          | Энни              |
| 2010      | ф  | Гарри Поттер и Дары Смерти. Часть 1       | Harry Potter and the Deathly Hallows: Part I  | Нимфадора Тонкс   |
| 2011      | ф  | Музыка нас связала                        | You instead                                   | Морелло           |
| 2011      | ф  | Гарри Поттер и Дары Смерти. Часть 2       | Harry Potter and the Deathly Hallows: Part II | Нимфадора Тонкс   |
| 2011—2016 | с  | Игра престолов                            | Game of Thrones                               | Оша               |
| 2012      | ф  | Милый друг                                | Bel Ami                                       | Рашель            |
| 2012      | с  | Бесстыдники                               | Shameless                                     | Апаресида         |
| 2012      | с  | Фалькон                                   | Falcón                                        | Кристина Феррера  |
| 2013      | с  | Послы                                     | Ambassadors                                   | Таня              |
| 2014      | ф  | 50 поцелуев                               | 50 Kisses                                     | Лейла             |
| 2014      | ф  | 10 000 км                                 | 10,000 Km                                     | Алекс             |
| 2014      | с  | Чёрное зеркало                            | Black Mirror                                  | Дженнифер         |
| 2015      | с  | Осадок                                    | Residue                                       | Дженнифер Престон |
| 2015      | с  | Беженцы                                   | The Refugees                                  | Эмма Оливер       |
| 2015      | ф  | СуперБоб                                  | SuperBob                                      | Доррис            |
| 2017      | ф  | Любовь                                    | Amar                                          | Мерче             |
| 2017      | ф  | Земля под ногами                          | Anchor and Hope                               | Кэт               |
| 2018      | с  | Коллективный разум                        | Wisdom of the Crowd                           | Сара Мортон       |
| 2018      | с  | Происхождение                             | Origin                                        | Лана Пирс         |
| 2019      | с  | Мандалорец                                | Mandalorian                                   | Зи'Ан / Xi'An     |
| 2020      | ф  | Я люблю тебя, Глупый                      | I Love You, Stupid                            | Ракель            |
| 2020      | ф  | Хочу тебя                                 | Sangre                                        | Габриэла          |
| 2020      | ф  | Младенец                                  | Baby                                          | Альбиноа          |
| 2021      | с  | Вульф                                     | Wolfe                                         | Вал               |
| 2022      | ф  | Любовь со второй попытки                  | Up on the Roof                                | Эмили             |
| 2022      | с  | Варди против Руни: судебная драма         | Vardy v Rooney: A Courtroom Drama             | Ребекка Варди     |
| 2023      | ф  | Джон Уик 4                                | John Wick: Chapter 4                          | Катя              |
| 2023      | ф  | Плохая девочка                            | Borderline                                    | Джоан             |
|           | ф  | Последняя луна                            | The Last Moon                                 | Кейт              |
| 2024      | ф  | Платформа 2                               | Sahabat                                       | Сахабат           |

## Роли в театре
- 2004 — Унесённые на Землю — Хейзл Вудус — Shared Experience
- 2005 — Бронте — Кэтрин Эрншо / Берта Мэйсон — Shared Experience
- 2006 — Ночи в цирке — Февверс — Kneehigh Theatre
- 2008 — Чистый дом — Матильда
- 2009 — Отелло — Дездемона — Royal Shakespeare Company
- 2019 — Europe — Катя — Donmar Warehouse